# Улица Йомас (Юрмала)
Улица Йо́мас (от латыш. joma — бухта) — центральная улица Юрмалы.
Одна из важнейших исторических улиц города, сформировалась в конце XIX века.
Улица Йомас начинается возле здания Юрмальской городской думы (ул. Йомас, 1/5), заканчивается Т-образным перекрёстком с улицей Турайдас.
Является пешеходной улицей почти на всём своём протяжении, исключая начало (от городской Думы до развилки возле станции Майори).
В сквере на улице Йомас установлен памятник Райнису и Аспазии.
На улице Йомас, 35 расположена историческая постройка — народный дом Юрмалы (ранее — кинотеатр «Юрмала»).
Ежегодно в Юрмале проводится праздник улицы Йомас — концерты, аттракционы, конкурс песочных скульптур, фейерверки.